# 浦辺鎮太郎
浦辺鎮太郎（うらべ しずたろう、1909年3月31日 - 1991年6月8日）は、日本の建築家。

## 経歴
岡山県児島郡粒江村（現：倉敷市）出身。岡山県第一岡山中学校（現：岡山県立岡山朝日高等学校の一つ）、旧制第六高等学校を経て、1934年京都帝国大学工学部建築学科卒業後、倉敷レイヨン（現：クラレ）に入社し営繕関連部門に勤務。1962年、倉敷レイヨン内に同社社長で同郷の実業家大原総一郎の庇護のもとに倉敷建築研究所（現：浦辺設計の前身）を設立した。1964年に倉敷レイヨンを退社し倉敷建築事務所として独立、1966年に浦辺建築設計事務所と改称した。倉敷レイヨン時代から大原総一郎の構想する倉敷のまちづくりを建築家として支え、1968年の総一郎死去後も大原家や倉敷に関連する建築をはじめ多くの作品を残している。

## 主要作品
- 1957年
  - 倉敷考古館増築
  - 旅館くらしき改造
- 1960年
  - 日本工芸館
  - 倉敷レイヨン岡山第二工場
- 1961年
  - 大原美術館分館
  - 石井記念愛染園女子単身者住宅
- 1962年 愛染橋保育所
- 1963年 倉敷国際ホテル
- 1965年
  - 倉敷ユースホステル
  - 愛染橋病院
- 1966年 浜幸ビル
- 1967年 東京女子大学研究本館
- 1968年
  - 倉敷レイヨン中央研究所
  - 黒住教新霊地神道山大教殿
- 1969年
  - 倉敷文化センター（現・倉敷公民館）
- 1969年 西鉄グランドホテル
- 1970年 千里阪急ホテル
- 1971年 紀伊風土記の丘・松下記念資料館
- 1972年 倉敷市民会館
- 1974年 倉敷アイビースクエア
- 1974年 和歌山県埋蔵文化財収蔵庫

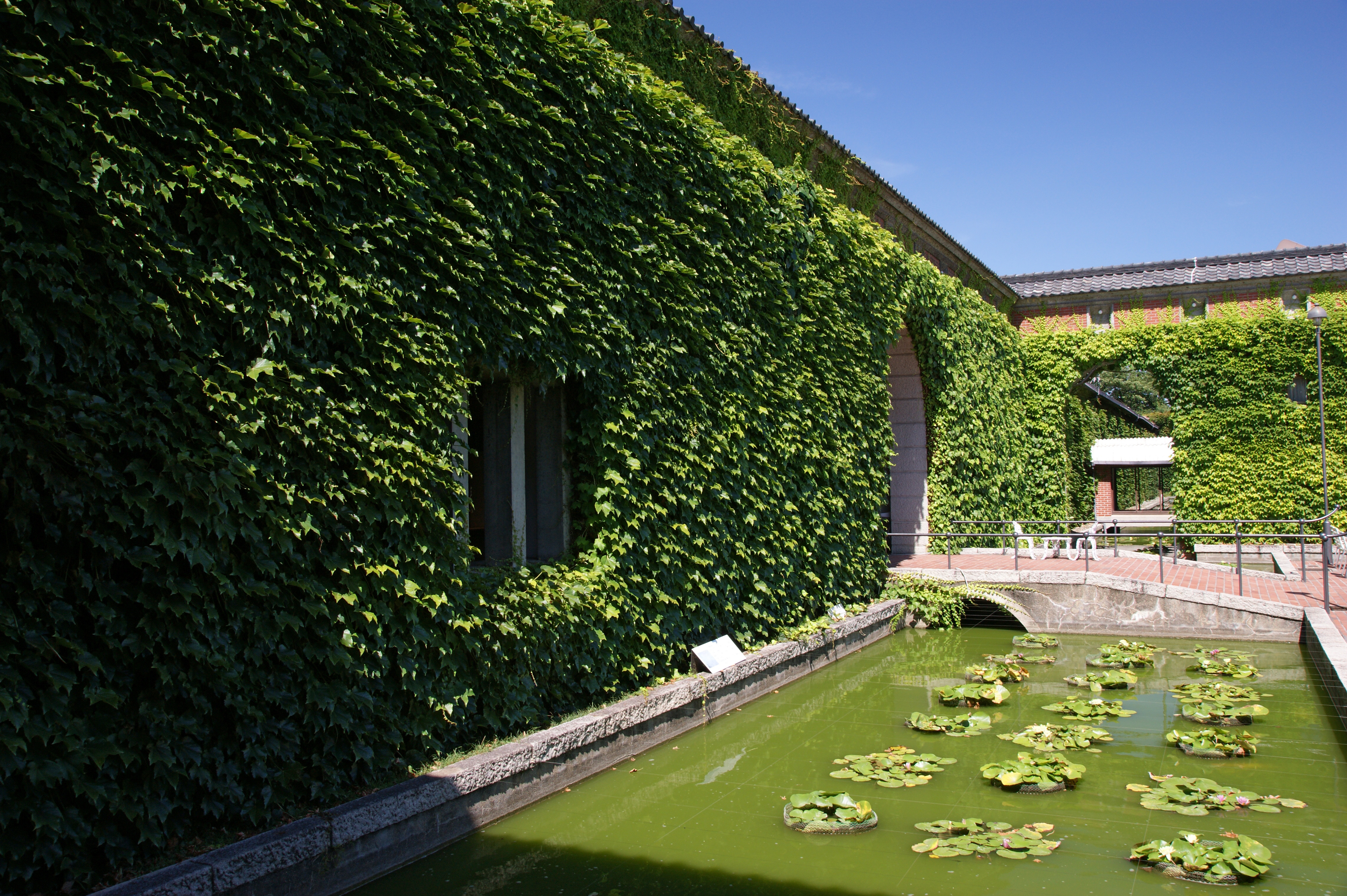
倉敷アイビースクエアー 1974

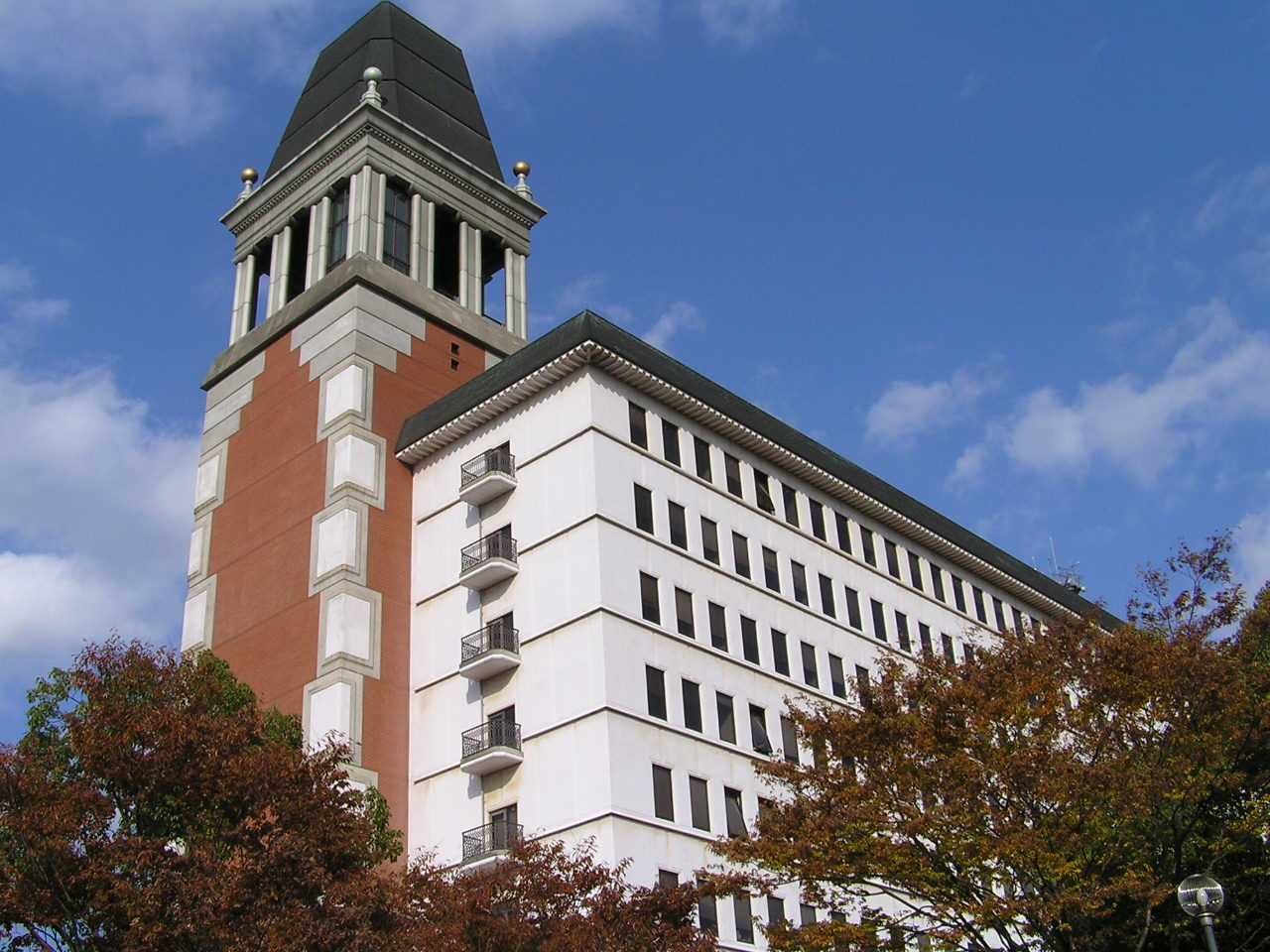
倉敷市庁舎 1980

- 1975年 倉敷中央病院増改築第1期（中央病棟・手術棟等）
- 1978年
  - 大佛次郎記念館
  - ホテル日航成田
- 1980年
  - 倉敷市庁舎
  - 六高記念館
  - 倉敷中央病院増改築第2期（中央診療棟）
- 1981年
  - 倉敷中央病院増改築第3期（外来棟）
  - 横浜開港資料館
- 1984年
  - 日本女子大学成瀬記念館
  - 神奈川近代文学館

## 主な受賞
- 1965年 日本建築学会賞作品賞（倉敷国際ホテル）
- 1975年 日本建築学会賞作品賞（倉敷アイビースクエア）

## 文献
- 馬場璋造 臼田哲男 編『浦辺鎮太郎作品集』新建築社、2003年
- 稲葉なおと 著『匠たちの名旅館』集英社インターナショナル、2013年